# ノーンブアラーイ駅
ノーンブアラーイ駅（ノーンブアラーイえき、タイ語:สถานีรถไฟหนองบัวลาย ）は、タイ王国東北部ナコーンラーチャシーマー県ブワヤイ郡にある、タイ国有鉄道東北線・北線の駅である。

## 概要
ノーンブアラーイ駅は、は、タイ王国東北部ナコーンラーチャシーマー県の人口8万3千人が暮らすブワヤイ郡に位置し、駅の正面側は北西向きである。
クルンテープ駅（バンコク）より357.36 km 地点に位置し、急行列車利用で6時間50分程度である。二等駅であり1日に10本（5往復）の列車が発着しその内訳は、急行1往復、快速1往復、普通3往復である。

## 歴史
タイ最初の官営鉄道であるクルンテープ駅 - アユタヤ駅間が1897年3月26日に開業した。その後当初計画のナコンラチャシーマ駅（当時の名称はコラート駅）まで完成すると、北本線、南本線の工事が始まりしばらく東北線の動きはなかった。33年後の1933年4月1日に当駅を含むコーンケン駅まで延伸開業しそれに伴い当駅も開業した。
- 1897年3月26日 【開業】クルンテープ駅 - アユタヤ駅 (71.08 km)
- 1897年5月1日 【開業】アユタヤ駅 - ケンコーイ駅 (54.02 km)
- 1898年3月3日 【開業】ケンコーイ駅 - ムワックレック駅 (27.20 km)
- 1899年5月25日 【開業】ムワックレック駅 - パークチョン駅 (27.63 km)
- 1900年12月21日 【開業】パークチョン駅 - ナコンラチャシーマ駅 (83.72 km)
- 1922年5月1日 【開業】ナコンラチャシーマ駅 - タノンチラ分岐駅 (2.63 km)
- 1929年5月1日 【開業】タノンチラ分岐駅 - ノーンスーン駅 (28.80 km)
- 1932年5月1日 【開業】ノーンスーン駅 - ブワヤイ駅 (50.42 km)
- 1933年4月1日 【開業】ブワヤイ駅 - コーンケン駅 (104.25 km)

## 駅構造
2016年より開始されたタノンチラ - コーンケン間の複線化工事に合わせ2019年ごろ本駅は建て替えられ、従来の低床単式ホーム1面1線であったプラットホームも高床相対式2面2線へと近代化された。各ホーム間に通過線2線をはさむ。駅舎と各プラットホームは跨線橋により結ばれ、駅舎はホームに面している。